# Uyumbicho
Uyumbicho ist ein südlicher Vorort der ecuadorianischen Hauptstadt Quito und eine Parroquia rural („ländliches Kirchspiel“) im Kanton Mejía der Provinz Pichincha. Die Parroquia Uyumbicho besitzt eine Fläche von 21,19 km². Die Einwohnerzahl lag im Jahr 2010 bei 4607. 

## Lage
Die Parroquia Uyumbicho liegt in den Anden im Süden des Ballungsraumes Quito. Das Verwaltungsgebiet hat eine Längsausdehnung in NNW-SSO-Richtung von 11,5 km. Das Areal erstreckt sich als schmaler Streifen entlang der NW-Flanke des 4200 m hohen Vulkans Pasochoa. Dabei umfasst er den nördlichen Teil dessen erodierter Caldera sowie den nördlichen Teil der sich unterhalb dieser anschließenden Schlucht. Der etwa 2700 m hoch gelegene Hauptort befindet sich am linken Flussufer des in Richtung Nordnordost fließenden Río San Pedro. Uyumbicho befindet sich 15 km nordnordöstlich vom Kantonshauptort Machachi sowie 18 km südlich vom Stadtzentrum der Hauptstadt Quito. Die Fernstraße E35 (Latacunga–Ibarra) führt an Uyumbicho vorbei.
Die Parroquia Uyumbicho grenzt im Norden an das Municipio von Quito (Kanton Quito), im Osten an die Parroquia Amaguaña (ebenfalls im Kanton Quito), im äußersten Südosten an die Parroquia Cotogchoa (Kanton Rumiñahui), im Süden und im Südwesten an die Parroquia Tambillo sowie im Nordwesten an die Parroquia Cutuglagua.

## Geschichte
Im Jahr 1712 wurde die kirchliche Pfarrei gegründet. Die Parroquia Uyumbicho wurde gemeinsam mit dem Kanton Mejía am 23. Juli 1883 gegründet.

## Ökologie
Der südöstliche Teil der Parroquia liegt im Schutzgebiet Refugio de Vida Silvestre Pasochoa.